# 国立国会図書館分類表
国立国会図書館分類表（こくりつこっかいとしょかんぶんるいひょう、英: National Diet Library Classification、略称: NDLC）は、日本の国立国会図書館で使われている図書館資料の分類表である。

## 特徴
記号法として、ローマ字と整数を組み合わせた混合型非十進法分類法を採用している。例えば、「ND511」というような形式をとる。この例において、「N」は「科学技術」、「ND」は「電気工学」、「ND511」は「電気通信」を意味している。
日本で最も一般的に用いられている日本十進分類法との大きな違いとしては、社会科学部門の重視が挙げられる。分類体系の最上位（記号の最初のアルファベット）に社会科学の諸部門（例：経済・産業（D）、社会・労働（E）、教育（F）、歴史・地理（G））を割り当てているところにその特徴が現れている。また、「A」に「政治・法律・行政」を割り当てていることは、国会に所属する図書館の特色を反映している。

## 歴史
- 1963年（昭和38年）3月20日 - 国立国会図書館分類表の初版（部門毎の分冊）を刊行開始。
- 1987年（昭和62年）3月 - 国立国会図書館分類表の改訂版を刊行。
- 2003年（平成15年）3月28日 - 国立国会図書館が国立国会図書館分類表をインターネット上に公開。以後、継続的に最新版に更新されている。

## 本表

### 大要
- A 政治・法律・行政
- B 議会資料
- C 法令資料
- D 経済・産業
- E 社会・労働
- F 教育
- G 歴史・地理
- H 哲学・宗教
- K 芸術・言語・文学
- M〜S 科学技術
- U 学術一般・ジャーナリズム・図書館・書誌
- V 特別コレクション
- W 古書・貴重書
- X 関西館配置資料
- Y 児童図書・簡易整理資料・教科書・専門資料室資料・特殊資料
- Z 逐次刊行物

### 大綱
- A 政治・法律・行政
  - 1〜99 政治
  - 111〜911 法律・行政
  - AA〜AZ 各国の法律・行政
- B 議会資料
- C 法令資料
  - 1〜8 条約集
  - 9〜999 法令集・判例集
  - CA〜CZ 各国の法令集・判例集
- D 経済・産業
  - DA 経済学・経済思想
  - DC 経済史・事情
  - DD 経済政策
  - DE 国際経済
  - DF 貨幣・金融・保険
  - DG 財政
  - DH 企業・経営
  - DK 運輸・通信
  - DL 鉱業・エネルギー産業・工業
  - DM 農業・林業・水産業
  - DT 統計・統計資料
- E 社会・労働
  - EA 社会科学
  - EB 社会思想
  - EC 社会学
  - ED 社会病理
  - EF 社会問題
  - EG 社会保障
  - EL 労働
- F 教育
  - FA〜FB 教育・教育史
  - FC〜FG 学校・高等教育
  - FH 社会教育
  - FS 体育・スポーツ
- G 歴史・地理
  - 1〜189 歴史学・考古学・地理学・民族学

歴史・地誌
- GA 世界
- GB 日本
- GC 地方史・誌
- GD 民俗学
- GE アジア
- GF アフリカ
- GG ヨーロッパ
- GH アメリカ
- GJ オセアニア
- GK 伝記

- H 哲学・宗教
  - 1〜151 哲学

哲学史・思想史
- HA 世界・日本
- HB アジア
- HC ヨーロッパ・アメリカ
- HD 近代
- 211 その他の地域
- HK 宗教
- HL 神道
- HM 仏教
- HP キリスト教
- HR その他の宗教・相法

- K 芸術・言語・文学
  - 1〜275 芸術一般
  - KA 建築
  - KB 彫刻・工芸
  - KC 絵画・書・写真
  - KD 音楽・舞踊・演劇・娯楽
  - KE 言語・文学一般
  - KF 日本語
  - KG 日本文学
  - KH 作品集

東洋の諸言語・東洋文学
- KJ アルタイ諸語・ウラル諸語
- KK 中国語
- KL 東南アジア・オセアニア諸言語・コーカサス諸語
- KM セム＝ハム諸語・アフリカ諸語
- KN インド・イラン諸語

ヨーロッパの諸言語・ヨーロッパ文学
- KP ギリシャ語・スラヴ諸語
- KR イタリック諸語
- KS ゲルマン諸語
- KT アメリカ諸語・人工語

- M〜S 科学技術
  - M 科学技術一般
  - MA 数学
  - MB 宇宙科学
  - MC 物理学
  - ME 地球科学
  - NA 建設工学
  - NB 機械工学
  - NC 運輸工学
  - ND 電気工学
  - NG 原子力工学
  - PA 化学・化学工業
  - PB 繊維工学
  - PC 食品工学
  - PD 金属工学・鉱山工学
  - PE 印写工学
  - PS その他の工学
  - RA 生物学
  - RB 農林水産学
  - SA 人類学
  - SB 心理学
  - SC 医学
  - SD 薬学
- U 学術一般・ジャーナリズム・図書館・書誌
  - UA 学術一般
  - UC ジャーナリズム
  - UE 出版
  - UG 読書
  - UL 図書館・情報センター
  - UM 図書・書誌学
  - UP 書誌・目録
  - UR 百科事典・一般年鑑
  - US 一般叢書・雑著
  - UT 博士論文・博士論文要旨集
- V 特別コレクション
  - VA 蘆原コレクション
  - VB イラン関係図書
  - VC 岡田兄弟建築設計図
  - VE 移民関係コレクション
  - VF その他の特別コレクションⅠ
  - VG その他の特別コレクションⅡ
  - VH プランゲ文庫
  - VZ 国際子ども図書館所蔵特別コレクション
- W 古書・貴重書
  - 1〜498 和古書
  - 511〜959 漢籍
  - 991〜996 特殊形態本・その他
  - WA 貴重書
  - WB 準貴重書
  - WF 西洋古典籍
- X 関西館配置資料
  - XA〜XE 和図書
  - XG〜XM 洋図書
  - XP 上海新華書店旧蔵書
- Y 児童図書・簡易整理資料・教科書・専門資料室資料・特殊資料
  - 1〜18 児童図書
  - 31〜251 簡易整理資料
  - 311〜499 学校教科書・教師用指導書
  - 511〜999 専門資料室資料
  - YA〜YZ 特殊資料
  - YA〜YF マイクロ資料
  - YG 地図
  - YH 電子資料・機械可読資料
  - YK フィルム資料
  - YKA〜YKG 静止画像資料
  - YL 録音テープ・映像資料
  - YM 楽譜・音盤
  - YN カード式資料
  - YP 大型本（縦）
  - YQ 大型本（横）
  - YR 特殊形態本
  - YS 写本・自筆稿本
  - YT 点字・大活字資料
  - YU 組み合わせ資料
  - YXP 上海新華書店旧蔵児童書
  - YZ 児童書関連資料
- Z 逐次刊行物
  - 1〜33 和雑誌
  - 38〜39 通信
  - 41〜47 年鑑・年報（和）
  - 51〜59 洋雑誌
  - 61〜65 年鑑・年報（洋）
  - 71〜74 和雑誌
  - 76〜78 洋雑誌
  - 79 復刻・複製資料
  - 80〜99 新聞
  - (ZA〜ZZ) （分類目録用）

## 採用している図書館
国立国会図書館のほか、日本国内のいくつかの図書館がこの分類表を採用している。国立国会図書館分類表を採用している図書館は以下の通り。
- 国立国会図書館（洋書は1968年から、和書は1969年から適用開始）[1]
- 京都大学附属図書館（1983年以降）[2]
- 東北大学附属図書館（本館・北青葉山分館）[3]
- 国際日本文化研究センター図書館（日本語・中国語・韓国語図書のみ）[4]

ほか